# 2024年金門近海快艇翻覆事故
2024年2月14日下午一時多，一艘來自中國大陸的無船名無註冊快艇，駛入金門列島附近限制水域捕魚，遇駐中華民國海洋委員會海巡署艦隊分署第九海巡隊查稽，拒檢后逃逸，追缉期間兩船相撞，4名船員落海，其中2人送醫後不治身亡。
事件發生後引發爭議，包括生還者口供與海巡署声明不一致、扣留漁民尸體、限制与禁止水域邊界的爭論。中國大陸方面2月18日起在相關海域發起「常態化執法巡查行動」。

## 背景

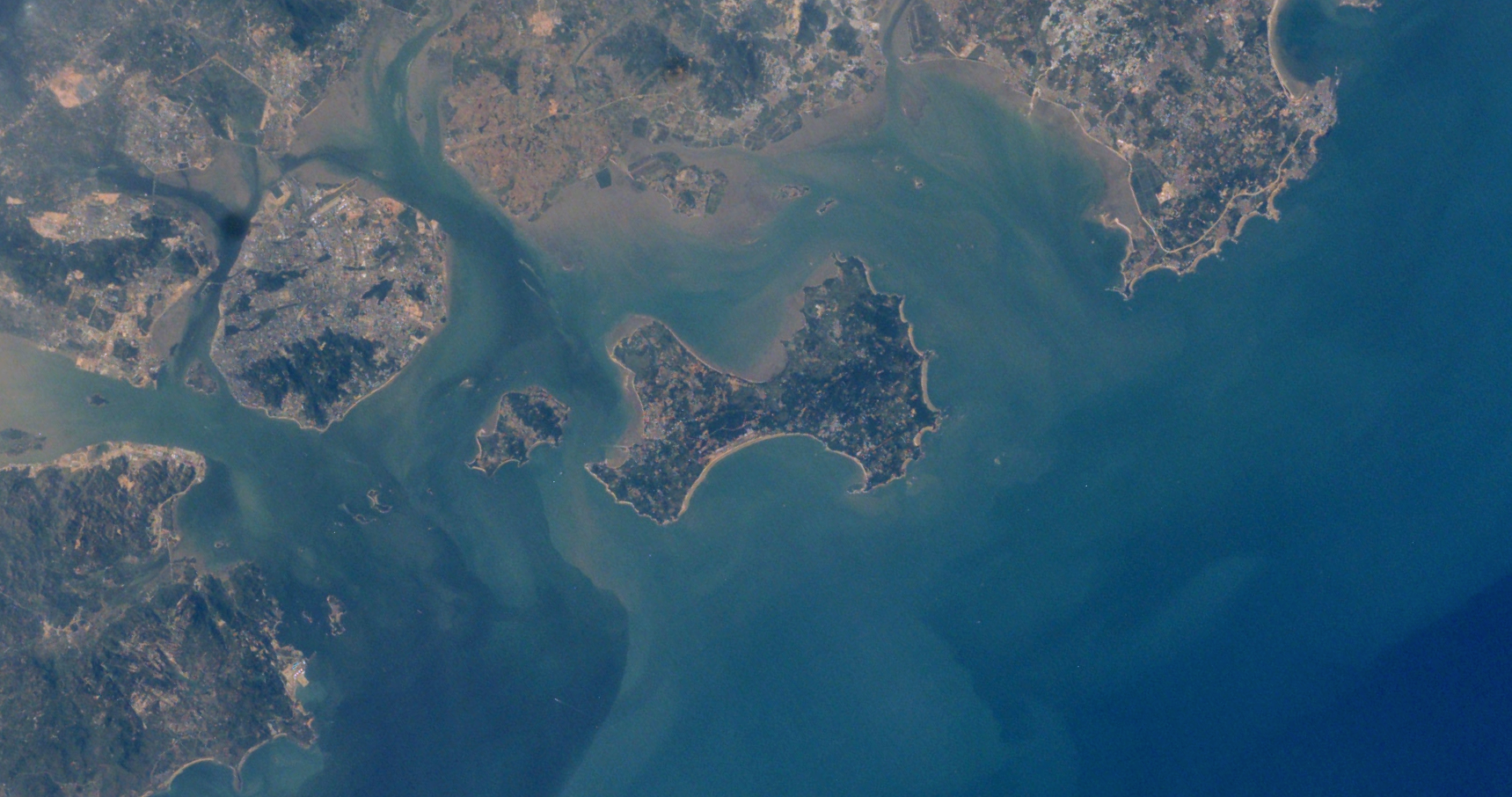
從國際太空站所見的廈金海域

金門列島共有12座岛屿，地理上与中华人民共和国統治的中国大陆相距咫尺:187，与厦门市、泉州市相邻，其中馬山与厦门市的角屿距离最近，仅2.9公里:187。相關海域的管轄在台灣海峽兩岸之間存在爭議，屬於兩岸的“敏感海域”。 中华人民共和国將該海域劃歸為中華人民共和國福建省泉州市管轄；中華民國方面，將該海域劃歸中華民國福建省金門縣管轄。
1992年10月，在九二香港會談結束後，海峡两岸关系协会與海峽交流基金會在兩岸事務性商談中，就各自以口頭方式表述“海峽兩岸均堅持一個中國原則”達成共識，即九二共識。1992年8月，中華民國立法院通过《臺灣地區與大陸地區人民關係條例》，据此设立“臺灣地區限制或禁止水域”。同年11月7日，金馬結束戰地政務實驗時期，兩地解嚴。两岸政治形势逐渐趋缓后，大陆籍船舶进入金門列島水域，进行走私、偷渡、小额贸易、越界捕渔等为常见。大陆经济崛起后，走私、小额贸易等行为减少；除越界捕渔外，抽砂、游船观光在金門列島水域变得更为常见:187—188。目前，中華民國方面，金門縣所属的12座岛屿海域由海巡署第九（金門）海巡隊负责管辖。
对于大陆籍渔船进入金門列島水域捕渔，两岸政府和民众认知不同。中國大陸方面，厦门市翔安区歐厝村漁民将金門縣烈嶼鄉的十八羅漢礁海域及金烈水道，视为归属己方的传统渔场。歐厝村漁民亦被视为与海巡署执法对抗“最為兇悍”的大陆渔民:188。中華人民共和國政府在实务中将金門地區限制禁止水域所属的臺灣地區限制或禁止水域称为“敏感海域”。中華民國政府以《臺灣地區與大陸地區人民關係條例》第三十二條「大陸船舶未經許可進入臺灣地區限制或禁止水域，主管機關得逕行驅離或扣留其船舶、物品，留置其人員或為必要之防衛處置」，禁止中国大陆渔船在此水域捕渔。
2013年，海巡署第九（金門）海巡隊副隊長陳志偉撰写的文章提及，进入金門列島水域的大陆籍观光船除大型船只外，亦有“個體戶自營的小型快艇”，“在躲避巡防艇驅離時船速均可達30節以上”，存在“船上設備簡陋，人數超載，更未著救生衣”等隐患。陳志偉指出“在執行驅離任務時投鼠忌器，為免這些船隻及船上觀光客發生意外，僅能以柔性的廣播手段執行驅離，對於驅離無效且深入近岸者再由多功能巡緝艇展示強力水柱加以嚇阻、驅離，治本辦法仍需陸方多加約制，注意海上生命安全”:192。
2017年4月20日，中華人民共和國福建省人民政府漁業廳對連江縣海洋與漁業部門及苔菉鎮、黃岐鎮等鄉鎮進行約談，要求連江縣遏制當地漁船到敏感海域作業。4月30日，連江縣人民政府下發《通知》，提及對進入敏感海域漁民的管理、處罰、懲戒。2022年7月时，福建省漳州市、石狮市（隶属泉州市）、浙江省台州市的政府部门陆续要求当地渔民「嚴禁進入敏感水域」。石狮市渔民称“有關部門口頭指示勿靠近釣魚島和台灣的近海。”
2024年2月17日，本次事件发生后，中共中央台湾工作办公室發言稱根本不存在所謂“禁止、限制水域”，認同“廈金海域傳統漁場”的説法。

## 經過和调查
2月14日下午13:45，海巡署第九（金門）海巡隊CP-1051艇，在金門列島北碇島東1.2浬海域（金門禁限水域内），發現一艘無船名快艇捕撈作業，遂決定靠近，擬執行登檢、驅離勤務。快艇見狀逃逸，海巡艇追缉，快艇在海巡艇艏迂迴航行，船身多次接觸，最後在一次轉彎時碰撞傾覆，艇上4人落海，前後歷時僅五分鐘。海巡隊即停船搜救，救起4人，其中2人送醫不治身亡。于姓船長、來姓船員遇难，王姓、徐姓船員生还。
涉事兩船都被吊裝上岸，供蒐證勘驗。翻覆快艇是無船名、無船舶證書、無船籍港登記的「三無」船舶，在兩岸當局都屬重點執法取締對象。2月15日在金門料羅碼頭吊裝時的照片顯示，其船艏有一部「起網機」，船尾是雙舷外機的大馬力引擎，使船速飛快可逃避查緝。
生還船員由海巡署偵防分署金門查緝隊帶回，製作調查筆錄，2月16日下午隨案移交金門地檢署，以證人身分收容。他們接受調查時稱，二人分別來自四川、貴州，家境貧困，到福建打工，彼此不熟。海巡隊初步懷疑他們入金門水域僅是前來收漁網。海巡隊2月16日傍晚向金門地檢署報驗遇難者遺體，主任檢察官施家榮2月17日稱，初步認定2名死者是因船隻翻覆事故溺水死亡，但案發過程有待釐清，並等候詢問死者家屬意見。
地檢署勘驗涉事海巡隊巡防艇，發現其沒有安裝固定攝影器材。海巡隊亦向檢方表示事發過程沒有錄影紀錄。地檢署2月20日見媒體時透露，海巡隊方面受問訊時稱，雙方當時都以超高速行駛，追逐的時間很短，且快艇不斷蛇行，海巡隊來不及拿出錄影器材錄影，雙方就不慎發生碰撞，快艇當場翻覆。
对于事故原因，在20号前，海巡署一度声称是快艇拒检「蛇行」不慎翻覆，未提及碰撞。2月20日晚間金門地檢署對外聲明後，海巡署隨後以新聞稿對外證實，在高速追逐下，船身確有多次碰撞。
2月21日，涉事倖存船員接受大陸方面採訪，稱船隻是被海巡署撞翻，而且對此表示強烈憤慨，對台灣執法部門很失望。21日晚，海巡署晚間對此提出四點聲明：
- 事件發生僅歷時5分鐘，因海上追逐及時間短暫等因素沒能全程錄影，讓事證分散，但不影響事實真相始末；
- 生還的2名大陸籍男子先由海巡署偵防分署金門查緝隊對其製作各3份調查筆錄，又經金門地檢署檢察官以證人身分對其製作各2份訊問筆錄，2人都表示對海巡隊執法程序無意見；
- 生還的2名船員在金門留置期間，海巡署依據台灣地區與大陸地區人民關係條例相關規定實施留置調查，期間海巡署都給予妥適的安置與照護，調查程序完成後，海巡署與相關單位協調及合作下，20日下午16時30分順利搭乘小三通交通船平安返回大陸；
- 海巡署秉持不偏不倚、毋枉毋縱原則，將全案交由司法機關調查，目的就是希望將全案事實，忠實呈現家屬與社會大眾前。[30]

2月22日，海巡署公佈無線電錄音，稱是快艇拒不停船，在一個大轉彎後撞上海巡署船隻的右前方，造成快艇翻覆。因錄音内容不全，且海巡署發佈的資料與生還者供稱的時間相差近1小時，海巡署再遭質疑。

## 善後
16日相关报道中，金門紅十字會總幹事呂忠飛表示，意外身亡的于姓船長的胞姊姊夫、來姓船員的女兒女婿等親屬都已經從四川或重慶到晋江市的圍頭地區會合，與當地官方、船東開會研商，17日將赴第九（金門）海巡隊探視两名船员，瞭解實際狀況，並轉知給晉江紅十字會與圍頭地區的村委幹部等。
2月19日，中共中央台湾工作办公室（國務院台辦）發言人朱鳳蓮公佈，2名死者的家屬定於2月20日赴金門辦理後事，由泉州市紅十字會派人陪同，同時接回2名生還人員。陸委會亦確認，主管機關已安排於20日依相關法令送还留置的2名生還船員，請陸方有關部門相應協助，以利2人順利返陸。海基會亦確認，當日下午收到陸方提供的擬赴金門處理善後的家屬和相關人員名單，已委托旅行社向移民署金門服務站送件；將派專人趕赴金門，對於20日抵達金門的死者家屬提供人道關懷，協助處理相關善後事宜。海巡署發聲明表示已協調金門海印寺協助治喪，為死者家屬提供最大支持和實際幫助。
2月20日，死者家屬及泉州臺辦、紅會10人上午從泉州搭船抵達金門，處理死者後事。家屬獲金門地檢署安排檢視遺體，現場觀察雙方船隻，檢視相關證據資料，并與生還船員單獨會面瞭解情況。家屬對死因“暫不表示意見”，因此遺體未在當日火化，之後視情形決定是否解剖。 金門縣佛教會與慈濟等佛教單位都帶來善款想要捐給家屬，但家屬一度以為是海巡署的慰問金拒收，後來跟他們說明是金門民間單位的善款，他們才收下。

20日下午4時半，2名生還船員於乘船返回泉州。移交時，陸委會法政處長周鳴瑞請求簽署「遣返人員移交證書」，但鑑於過去類似的案例，多由兩岸紅十字會接頭，晉江市紅十字會秘書長曹榮山表示無權簽署。
2月21日，金門海巡隊為兩名罹難船員舉辦頭七法會，家属未出席，殯葬業者許修身表示，因死者家屬因對相驗結果有疑慮，不答應火化，船員遺體目前還冰存沒火化。
2月23日，死者家屬第二批人員共五人于早9時小三通搭船抵達金門，有晉江紅十字會秘書長曹榮山、醫生孫曉東、漁業專家與紅會幹部。死者家屬與海巡署進行二度會談，會談內容聚焦在事發過程、賠償等事宜。會談結束後是否產生共識雙方均無回應。隔日，雙方啟動第三次會談，大陸方面首度鬆口表示仍未取得共識，媒體報導也稱雙方談判過程並不愉快，各有堅持。
2月25日，雙方再次開會，對於家屬要求認錯、道歉，依然沒有交集。至於家屬希望帶回死者遺體與事故船，金門地檢署表示，死者遺體要等家屬完全沒有意見才可發還，船作為證物隨時有調查或鑑識需求，不能發回。
2月27日，海巡署副署長許靜芝與金馬澎分署長廖德成等多名長官與談判代表上午8點多從下榻的浯江飯店退房，搭乘班機返台開會；死者家屬毫不知情，上午還外出採買日用品與特產，得知海巡署官員全數撤離，十分錯愕。許靜芝在結束台北會議後，下午又再度搭飛機到金門繼續協商。
兩岸協商代表在金門會商後達成共識，由海洋委員會海巡署賠償身故大陸漁民撫慰金，惟未公開實際賠償金額。另中華民國大陸委員會副主任委員梁文傑及中華民國海巡署署長張忠龍出席大陸漁民公祭，於公祭結束後將遺體及船隻送回大陸。
2024年8月16日，金門地檢署偵查終結，认定巡防艇未故意冲撞快艇，快艇翻覆可能由於危险驾驶、船只不安全等因素引起，因此對海巡執法人員均為不起訴處分。国台办發言人朱凤莲表示台方的调查结论罔顾事实，刻意推卸责任，大陸方面对此不能接受。

## 爭議點
海巡署表示快艇是因蛇行躲避盤查而造成兩船碰撞引發事故，但未能提供事故发生时的影像资料。生還船員在接受採訪時沒有提到自己駕駛的船隻是否是「三無漁船」、是否蛇行躲避盤查的問題。

## 各方反應

### 中华民国
海巡隊副隊長陳建文稱，事發幾天天氣與海相好，翻覆的快艇屬越界捕魚，會在復國墩海域在佈放流刺網，漁民非常困擾，海巡隊也有接獲幾次報案。
海巡署時任副署長張忠龍稱，涉事快艇屬於無船名、無船舶證書、無船籍港登記的三無船舶，為兩岸偕同執法共同關注的對象，均會加强取締，海巡署對發生本次意外事故深表遺憾。
陸委會稱，海巡人員是依法執行職務，過程並無不當，船員拒絕配合執法工作導致發生不幸事件，對此深表遺憾，也希望對岸主管單位能對民眾類似行為加以約束。
金門佛教會理事長性海師父聯繫紅十字會，稱如果死者家屬到金門旅費及後續喪葬費用有困難，佛教會願全力支持。金門紅會總幹事呂忠飛稱有聯繫到其中1名家屬，會協助家屬辦入境手續，如果死者家屬在旅費上有困難，會由教會幫忙支付。
金門海巡人員16日上午前往區漁會閉門會談，金門漁會理事長陳水義稱擔心會有報復性行為，呼籲漁民近期出海注意不要越界捕撈。
金門縣長陳福海對這起事件表達遺憾與哀悼，希望開啟金廈漁民生計議題對談，緩和緊張氣氛。
前總統馬英九17日參加華僑救國聯合總會2024年新春團拜，稱這類事件在海上難免發生，應該依法秉公處理，媒體追問是否覺得兩岸關係比之前更加嚴重，馬英九回應稱，最大問題就是當前雙方不對話，但雙方有這麼多的利益關係，不對話就無法解決問題。
海委會主委管碧玲18日上午在臉書發文稱，禁限制水域的問題海巡署必須守護，強調近兩個月大陸籍船隻金門報案達24案，如果沒有禁限制水域怎麼會報案。20日，管碧玲在立法院受訪時稱，兩次的複訊都已結束，檢察官也完成勘驗，如果以全部事證來看，她個人當然相信海巡署所說，行政調查也是如此。。21日管碧玲回應隱匿碰撞事實的質疑時稱，這種事情不可能隱匿，海巡沒有隱匿的動機。管碧玲也在兩天前稱，事件受第三人責任險的保障，會有第三人責任險，就是有碰撞，海域和陸域上的車禍是一樣的，第三人責任險已揭露事實。27日在立法院質詢時有立委關切談判是否已經破裂，管碧玲回應稱談判沒有破裂。
民眾黨主席柯文哲上午參加第十屆內科千人捐血熱血同框啟動儀式受訪時稱，海巡署方面的涉事錄影是本來就完全沒有，還是僅僅沒有關鍵部分，需要相關方面說明。海巡署晚間稱，CP艇的標準配備是手持式攝錄影機，但對於沒有密錄器部分，海巡署會嚴加檢討。
民進黨發言人吳崢下午在中常會後記者會受訪時，轉達賴清德3點態度，稱快艇在海巡取締登檢過程中翻覆導致2名大陸籍人士過世，事後一定要妥善處理；民進黨未來會持續支持海巡堅定執法；未來也會持續努力關注，避免類似狀況再次出現。
22日，中華民國海巡之友總會預計上午派秘書長赴泉州慰問死者家屬。
民進黨立院黨團回應美國國務院發言人米勒稱，不管是國安顧問或米勒回應這件事情，推敲美方說法很清楚，美國督促要捍衛台海安全，美方所釋出來的訊息很清楚，應該是中國大陸要聽進去。
國民黨立委羅智強22日稱，金廈海域如此重大關鍵事件竟然沒有錄影，2016年發生憲兵搜索事件，管碧玲質疑憲指部在關鍵時沒有錄影，要求該下台負責的人要有自覺，不要犧牲基層，現在他要把這句話奉送給管碧玲，質問是不是該用同樣的標準讓管碧玲要管碧玲下台。羅智強稱規定清清楚楚，質問海巡為何沒有按照SOP，放在身上的密錄器本應是標準配備。對於管碧玲指海巡署沒有隱匿動機，且有第三人責任險就代表有碰撞，這種事無法隱匿，羅智強稱有碰撞就是有碰撞，管碧玲自己說清楚本來應該不難。羅智強稱事件荒腔走板、疑點重重，讓兩岸關係雪上加霜，一定要查明真相，有人負責。
民進黨立院黨團幹事長吳思瑤稱不要政治力介入，認為海委會至今沒有做錯什麼，海巡人員依照SOP及保護漁民的職責，沒有做錯什麼。27日表示，對岸的政治意涵很高，是一種宣示主權的行為；原本單純的執法個案變成政治攻防，是台灣人民不樂見的，也引起國際之間關注。
國民黨立法院黨團稱支持海巡依法行政，但這次事件完全沒有畫面，疑點重重，呼籲政府將真相說明清楚。對於綠營質疑為何不譴責對岸，黨團稱賴清德在年節時慰勉海巡人員合照比讚，但這次事件海巡人員卻沒有蒐證設備可以自保，質疑是誰失職，點名要海委會主委管碧玲釐清。
最高檢察署前檢察官、律師張熙懷於2月22日前往監察院舉發金門地檢署怠忽職守，稱事件屬刑事案件，檢方須查明海巡署執法過程，查明當時追捕的海巡船長、船員有無違背必要原則，過當執行驅離行徑，釐清是否有故意或是過失致人於死的犯意，並儘速查明本案，公開調查結果，以昭公信。監察院稱已由值日監委高涌誠受理陳情，將依照民眾陳情相關作業程序辦理。
27日金門縣長祕書王中聖到場慰問家屬，並代轉金門旅台鄉親的慰問金每人3萬元，並協助採購生活必需品。
國民黨主席朱立倫受訪時稱，遇到這樣的事故牽涉到人命、人道立場，將心比心，用同理心去面對才能把事情圓滿解決。
29日，國民黨副主席夏立言訪問中國大陸與宋濤會面時稱國民黨會監督民進黨當局盡快查明事實，並做出妥善處理。
3月4日，海洋委员会主任委员管碧玲和海巡署长周美伍等人在立法院报告备询时，稱事件为海巡署为保疆卫土，取缔三无船只（无船名、无船舶证书、无船籍港登记）時不幸擦撞发生的意外事件。
3月8日，全國漁會總幹事林啟滄於，偕同23個區漁會及漁業團體等計30餘位幹部至海巡署艦隊分署，齊力聲援海巡，感謝海巡兄弟在第一線不分晝夜守護漁民在海上作業的安全。
11月11日，监察院内政及族群委员会指出海巡署在取缔漁船过程中违反“海岸巡防机关海域执法作业规范”等诸多规范，因而有重大违失。

#### 普通民衆
3月19日，臺灣民意基金會公佈最新民調顯示，有7.1％的民眾非常滿意，有25%的民眾則認為還算滿意，有25.6%的民眾認為不太滿意，有20.8%的民眾認為一點也不滿意，另有11%的民眾沒意見、10.5%不知道、拒答。
4月18日，台中市后里區伯悦有限公司捐贈縣警局380台與海巡隊120台密錄器，支持執法人員應勤裝備。。

### 中华人民共和国
2月14日，中共中央台湾工作办公室強烈譴責臺方驅離福建漁船致兩人遇難，發言人朱鳳蓮稱，中共中央台辦為保障兩岸漁民正常作業做了大量工作，特別是在沿海多地設立臺灣漁民接待設施，為臺灣漁船和漁民提供避風、補給、搶險、救助等相關幫助；反觀臺灣方面，一段時間以來，民進黨當局以各種藉口強力查扣大陸漁船，以粗暴和危險的方式對待大陸漁民，是導致這起惡性事件發生的主要原因。朱鳳蓮強烈要求臺方立即查明事件真相，協助死者家屬妥善處理善後事宜，同時正告臺灣有關方面，要尊重兩岸漁民在臺灣海峽傳統漁區作業的歷史事實，確保大陸漁民人身安全，切實杜絕此類事件再度發生。17日，朱鳳蓮稱「兩岸漁民自古以來在廈金海域傳統漁場作業，根本不存在所謂『禁止、限制水域』一說」，大陸方面保留采取进一步措施的权利。
2月18日，中国海警新闻发言人甘羽稱，福建海警局将在厦金海域开展常态化执法巡查行动。19日上午，中國大陸派遣4艘執法船舶在廈金海域巡航。2月25日，福建海警又組織艦艇編隊在金門附近海域進行執法巡查。
率領遇難者家屬團的泉州市台港辦副主任李朝暉（兼任晉江市紅十字會高級顧問）20日抵達金門後稱，台方過年期間粗暴驅離漁船致兩漁民遇難，導致大陸各方憤慨，嚴重傷害兩岸同胞，這次到金門是要了解真相，並協助善後，希望台灣有關方面要認真對待家屬，避免進一步傷害。海巡署艦隊分署分署長廖德成則反駁，是依法行政，絕對沒有用粗暴的方式。
人民網海外版欄目「日月談」22日以「民進黨當局荒誕行徑豈止冷血無情」為題，刊文抨擊台方行徑「草菅人命」，強調應盡快查明事實真相並嚴肅處置相關責任人，給遇難者家屬和兩岸同胞一個交代，更强调「民進黨當局若繼續狡辯頑抗，大陸方面保留採取進一步措施的權利，一切後果由台方承擔」。
2月27日，福建省紅十字會常務副會長董良瀚在北京受訪時強調，紅會要快速有效建立人道溝通管道，這是很重要的。他也提到大陸方面對事件看法，以及過去兩岸紅會合作狀況，稱現在的問題在於對於死難者的家屬、兩位倖存者，大陸要求台灣當局要盡快公布真相，又稱按台灣的社會經濟社會的發展狀況，不可能沒有錄像（影像），因為現在哪怕是手機，這個設備現在非常普遍，而且他也相信相關台灣方面的法律也要求在執法的時候必須要有留存。董良瀚稱打魚不是殺人放火，不能夠出現死人的情況，認為要給死者足夠的尊重，簡言之就是要調查事實、公布真相、給予道歉、給予賠償。
2月28日，中華民國方面一名官員稱陸方要求海巡署4位執法人員到大陸接受調查，中華民國方面拒絕。
3月6日，泉州市长蔡战胜谴责事件是台湾方面无视大陆渔民生命财产安全对大陆渔民實施的暴力行為。

### 美国
2月20日，國安顧問杰克·沙利文稱，美國立場十分清楚，就是維護台海和平穩定，反對任何一方採取任何破壞和平穩定的行動。美國國務院發言人馬修·米勒在媒體簡報被問及此事時稱，正在密切關注北京行動，美方持續敦促保持克制，勿片面改變現狀。數十年來，這一現狀維護台海與區域整體的和平穩定。美國陸軍特種部隊根據2023年《國防授權法》已開始長期駐扎在金門及澎湖，協助訓練陸軍101兩棲偵察營。

## 評論
台灣智庫諮詢委員吳瑟致16日稱，這是兩岸傳統漁權的歷史，北京方面希望用模糊的說法創造未來對台灣進行各種片面措施的準備，並稱執法單位過程並無不當，中共中央台辦這次藉題發揮，是意圖升高為政治事件。
前立委蔡正元稱，北京方面在政策選擇上有幾個「由淺到深」的步驟，以此為當作籌碼，懶得理蔡英文要怎麼處理，而是看賴清德之後怎麼表現，把3步驟當作籌碼留在後面。21日在政論節目《頭條開講》稱，大陸海監船屬低度武力船隻，此舉可能在於暗示、示警，派海監船到禁限制水域查環保汙染和船機合規問題，彰顯對當地的管轄權。目前北京的舉動似乎打算採3步驟進行，先宣布台灣沒有禁止限制水域，再來可能是「只有我可以執法，你不能執法」，最終就是讓金門的補給船上不去，因為北京的目標始終是台灣島，不會真正對金門怎麼樣，只要金門的補給船上不去，就會導致台灣和澎湖的恐慌。
立委沈伯洋21日稱，中共中央台辦乃至共產黨，擅長否定前提，然後再提出質疑。海巡執法的前提是因為越界、拒檢、蛇行，最後海巡依法行政所造成，但大陸方面故意忽視這個前提，指責台灣方面暴力；又稱團客一事也是這樣，大陸方面先禁團客在先，且更動M503，導致台灣方面做出反制，但海峽兩岸的在地協力者，只會故意一直討論台灣反制後造成的損失，但不問大陸方面先造成台灣方面的損失。他稱北京方面想用這樣的輿論風向達成兩個目的，利用機會讓執法擴張（巡航等）向台北方面推進造成既定事實，然後用既定事實交換地方利益，如金門或其他地區大陸方面先開放團客，製造臺北方面不力的矛盾。他建議，台灣方面當前不要被帶風向，密切注意台灣方面應和者；立法制訂法律戰的標準作業程序以備以後使用；儘速在地面、網路集結台派。
复旦大学國際政治系教授沈逸2月20日在觀察者網專欄稱，「台獨勢力」有各種各樣的錯誤認知，如果跟其講道理有用，事情也不會到今天這一步。
邓聿文稱，以当下两岸的民粹气氛，稍微处理不慎，危险就会到来。
新加坡國立大學政治學系副教授莊嘉穎預期，在賴清德5月就任之前，北京未來幾個月將增加「灰色地帶」措施，藉以測試即將上任的賴清德政府是否會做出讓步或犯下任何讓北京有機可趁的失誤。他認為這種緩慢漸進的行為令人難以強力回應，但如果讓步，某種程度也就像在割地。

## 後續
2月19日下午，金門「初日號」遊艇進入金廈海域，被福建海警局14062艇登船臨檢約30分鐘。海巡署随即派遣巡逻艇到現場，并與該遊艇共同返回金门的码头。海巡署呼籲陸方秉持和平、理性，共同維護金廈海域安寧，同時提醒民眾在從事海上相關活動時避免靠近大陸一側水域，以維安全。
交通部航港局晚間表示，一般登船檢查都是在港口，也就是說，大陸方面海警登檢不符合國際慣例。航港局稱會請海巡署加強巡檢外，也呼籲船隻若再度遭到大陸方面海警要求登檢，應拒絕並通報海巡協助，且不要停船，儘快返航。
2月20日上午，海委會主委管碧玲回應稱，對於船舶被登檢，SOP都很清楚，一定會去保護，現在在任何海域，不要說被登檢，東北方也好、接近台日重疊海域也好，只要被強烈驅離，海巡署都會趕快馳援，海巡署的船會跑到兩船中間，希望不要被登檢，也會教育船舶，若有登檢要求不必停留，通知海巡署，會立刻馳援。19日金門初日號遊艇在金廈海域被福建海警局臨檢一事，傷害了人民的感情、製造恐慌，也不符合兩岸人民利益。
國防部長邱國正回應國軍不介入問題時稱，本為避戰，若國軍介入會升高衝突，並不樂見；至於是否擔心擦槍走火，他稱國防部一定會擔憂，「若不擔憂，你們就要擔憂了」。
國民黨立委陳玉珍在立法院受訪時稱，就她跟海巡的了解，是初日號越過兩岸限制水域，超過半海浬，現在兩岸關係比較緊張，她呼籲漁民與觀光船在不要越界行駛。
行政院院長陳建仁稱，根據兩岸條例，對於金廈海域確實有所謂的限制，雙方也都依照劃定區域內進行相關執法，維護海域安全及漁民權益，並稱希望快艇翻覆事件能妥善解決，呼籲兩岸間以理性、對等、互相合作的方式維護金廈海域的安全，讓兩岸人民健康有序交流。
2月20日下午，國民黨立委王鴻薇在臉書爆料稱，20日早上9點10分，中國大陸海監船8029進入金門禁限制水域，質疑海委會、海巡網站沒有公布相關資訊，是要粉飾太平、掩蓋人民知的資訊。海巡署下午回應稱確實有此事，獲悉立刻派出3556艇，並用無線電和艇外廣播器告誡，伴航驅離。21日王鴻薇稱，馬祖海域有2艘中國大陸海警船進入禁限制水域，海委會向她證實。她說，國安單位不要躲在海委會後面，台灣禁限制海域和台海中線一樣，都在消失中。海巡署稱一切正常，都在限制水域外。
2月25日，福建海警在厦金海域开展综合执法演练，中华人民共和国农业农村部同日宣佈福建省海洋与渔业执法总队调派2艘渔政执法船艇在厦金海域开展渔业执法。

## 備註
1. 1 2 3 4  中華民國政府稱之為金門禁限水域，属于中華民國政府划定的臺灣地區限制或禁止水域。中华人民共和国政府不承认其合法性及有效性[1][2]。
2. 1 2 3 4  廈金海域指位於九龍江出海口，由廈門灣、 泉州圍頭灣、金門灣、九龍江河口灣所組成的海域 [90][91]。
3. ↑  国台办是中共中央台办外挂的另一个牌子，该机构列入中共中央直属机构序列，编制不列入国务院组成部门，中央台办才是实体机构。

## 相關事件
- 2024年3月14日金門漁船事件
  - 福建海警救助兩名金門遇險釣民
- 三七事件
- 閩平漁事件
- 閩獅漁事件
- 廣大興28號事件
- 國道陸客團遊覽車縱火案
- 2024年中國大陸快艇闖入淡水港事件
- 2024年澎湖籍漁船於對岸管轄海域捕撈遭海警查扣事件

## 外部
- . 法務部全國法規資料庫. （原始内容存档于2024-02-21） （中文（臺灣））.
- . 法務部全國法規資料庫. 2017-09-22. （原始内容存档于2024-02-21） （中文（臺灣））.
- . 德国之声. 2024-02-21  [2024-02-21]. （原始内容存档于2024-02-21） （中文）.